# Mops condylurus
Mops condylurus је сисар из реда слепих мишева.

## Распрострањење
Врста је присутна у Анголи, Бенину, Боцвани, Буркини Фасо, Бурундију, Гани, ДР Конгу, Етиопији, Замбији, Зимбабвеу, Јужноафричкој Републици, Кенији, Малавију, Малију, Мозамбику, Намибији, Нигерији, Нигеру, Обали Слоноваче, Руанди, Свазиленду, Сенегалу, Сијера Леонеу, Сомалији, Судану, Танзанији, Тогу и Уганди.

## Угроженост
Ова врста није угрожена, и наведена је као последња брига јер има широко распрострањење.

### Популациони тренд
Популациони тренд је за ову врсту непознат.